# Венсан д'Енди
Пол Марѝ Теодо̀р Венса̀н д'Ендѝ (на френски: Paul Marie Théodore Vincent d'Indy) е френски композитор и музикален педагог.

## Биография
Роден е на 27 март 1851 година в Париж в благородническо семейство с монархистки политически възгледи. След като взема участие във Френско-пруската война пише първите си композиции, които привличат вниманието на Жорж Бизе и Жул Масне. Учи в Парижката консерватория, където негов преподавател, оказал решаващо влияние върху цялото му творчество, е Сезар Франк. През 1896 година е един от основателите на училището „Скола Канторум“ и през следващите десетилетия развива разностранна дейност и е сред водещите фигури във френския музикален живот.
Венсан д'Енди умира на 2 декември 1931 година в Париж.